# Antoni Rarogiewicz
Antoni Rarogiewicz (ur. 1858 w Przeworsku, zm. 1925 tamże) – snycerz i stolarz, twórca ołtarzy w kościołach przeworskich.

## Życiorys
Pochodził z rodziny szewskiej. Jego dom i warsztat był usytuowany przy ul. Słowackiego 311 w Przeworsku.
Działał w przeworskim cechu stolarzy. Należał do Towarzystwa Mieszczan Chrześcijańskich „Gwiazda” w Przeworsku, w 1892 na walnym zgromadzeniu wybrany skarbnikiem (funkcję pełnił do końca życia), zaś od 1917 piastował urząd prezesa.
Antoni Rarogiewicz przygotował dekoracje nowo wybudowanej siedziby „Gwiazdy”. W 1894 na Powszechnej Wystawie Krajowej we Lwowie otrzymał srebrny medal za figurę Jezusa.
Wykonał ołtarze boczne w bazylice przeworskiej. Około 1900 gruntownie odnowił ołtarz główny w kościele oo. Bernardynów w Przeworsku. Jest również twórcą ołtarzy w kościele w Żołyni.
Zmarł w 1925, pochowany na Starym Cmentarzu w Przeworsku.
Z żoną Filipiną (ur. 1865 w Przeworsku) miał dwoje dzieci: Stanisława (ur. 1885) i Marię (ur. 1894)